# 13657 Badinter
13657 Badinter è un asteroide della fascia principale. Scoperto nel 1997, presenta un'orbita caratterizzata da un semiasse maggiore pari a 2,4197314 UA e da un'eccentricità di 0,1977772, inclinata di 2,30818° rispetto all'eclittica.